# خورخي إسكاميلا
خورخي إسكاميلا (بالإسبانية: Jorge Escamilla)‏ هو لاعب كرة قدم مكسيكي في مركز الوسط، ولد في 1 نوفمبر 1991 في مدينة مكسيكو في المكسيك. لعب مع نادي أونيفرسيداد ناسيونال.

## وصلات خارجية
- خورخي إسكاميلا على موقع قاعدة بيانات كرة القدم.إي يو (الإنجليزية)
- خورخي إسكاميلا على موقع Soccerway.com (الإنجليزية)
- خورخي إسكاميلا على موقع AS.com (الإسبانية)